# Botanophila acquiescens
Botanophila acquiescens är en tvåvingeart som först beskrevs av Huckett 1965.  Botanophila acquiescens ingår i släktet Botanophila och familjen blomsterflugor. Inga underarter finns listade i Catalogue of Life.